# Angéla Kramers
Angelina Maria (Angéla) Kramers (Haarlem, 17 oktober 1960) is een Nederlands voormalig zangeres, vooral bekend als lid van de meidengroep Dolly Dots. 
Angéla Kramers, bijnaam Sjeel ter onderscheid van Angela Groothuizen) werd geboren in het centrum van Haarlem, vlak bij Station Haarlem, verhuisde al snel naar de wijk Schalkwijk.  Ze groeide op in een gezin van een etaleur/vertegenwoordiger en huisvrouw.  Na de Hendrik Andriessen-MAVO volgt zij in Schalkwijk een opleiding tot receptioniste.  Ze kwam erachter dat ze zelf niet goed wist wat met haar leven te beginnen.  Nadien danst zij na lessen van Lydia van Wooning en een optreedgroepje bij shows van Ben Cramer en Rainbow Train.  Het resulteerde in optredens bij het ballet van de TROS Top 50.  Samen met drie collega-danseressen wordt zij in 1979 door producers Peter van Asten en Richard de Bois gevraagd voor een nieuwe meidengroep. Deze groep, de Dolly Dots, wordt al gauw een van de meest succesvolle Nederlandse meidengroepen. Ze was in die periode van Dolly Dots enige tijd verslaafd.  Ze kon het allemaal niet goed aan hetgeen nog terug te horen is in het door haar geschreven nummer To be heard. 
Na het uiteenvallen van de Dolly Dots in 1988, trekt Kramers zich terug uit de publiciteit. Zij is sindsdien na een driejarige opleiding werkzaam als yogalerares.  Later vulde ze het aan met emotioneel lichaamsdansen en chi neng qigong en zang. 
Daarnaast richt zij samen met haar man Richard Griffioen de Stichting SAM op (vernoemd naar haar zoontje, die het syndroom van Down heeft). De stichting zet zich in om aan kinderen met het syndroom van Down en kinderen met een autistische stoornis een therapie te bieden, die uitgaat van interactie met dolfijnen. Daarbij werd samengewerkt met het Dolfinarium in Harderwijk, totdat actiegroepen daar een eind maakten.
In 2011 verscheen het boek "Van regenworm tot pauw". In dit boek beschrijft Angéla een aantal zogenaamde Animal Gateways. Dit is een speciale vorm van yoga waarbij eigenschappen van bepaalde dieren centraal staan. Aan de hand van voorbeelden uit haar eigen leven laat Angéla in het boek zien hoe krachtig deze vorm van yoga is.  In 2016 kwamen Kramers en de Dots toch weer eenmalig bij elkaar om op 13, 14 en 15 mei 2016 een gastoptreden te geven bij De Toppers in de Amsterdam Arena. Het was namens de Dolly Dots een eerbetoon aan de overleden collega Ria Brieffies; Angéla vond het wel de moeite waard, maar vond wel dat dat de laatste optredens moesten zijn.  Kramers is met haar yoga-achtergrond in januari 2025  als gast te zien in het televisieprogramma Boeddha in de polder van Joris Linssen 
Kramers heeft twee kinderen, een zoon en een dochter. Ze wonen in Amstelveen, alwaar ze ook haar praktijk heeft.